# 佩列齊鄉 (奧爾特縣)
44°25′N 24°33′E / 44.417°N 24.550°E
佩列齊鄉（羅馬尼亞語：Comuna Perieți, Olt），是羅馬尼亞的鄉份，位於該國南部，由奧爾特縣負責管轄，面積32平方公里，海拔高度155米，2007年人口2,031，人口密度每平方公里63人。